# Erkenning van verworven competenties
Erkenning van verworven competenties of EVC is een Europees systeem om kennis en kunde die op het werk of in de vrije tijd zijn opgedaan te erkennen. Professionals die werk doen waarvoor ze formeel nog niet (helemaal) gediplomeerd zijn, kunnen via een EVC-traject hun ervaring laten vastleggen in een ervaringscertificaat.

## Ervaringscertificaat is hard bewijs zonder examen
Dit ervaringscertificaat wordt geaccepteerd door de examencommissies van tal van mbo- en hbo-opleidingen, waardoor EVC-deelnemers alsnog versneld - dus zónder schoolbanken en schoolexamen - een diploma halen. Zo is voor mbo-diploma's doorgaans alleen nog een toets Nederlands en rekenen nodig, bij niveau 4 aangevuld met een toets Engels. Het ervaringscertificaat kan zelfs leiden tot een volwaardige certificering voor een branche- of beroepsstandaard. Denk aan registratie in het SKJ-register voor de jeugd- en gezinszorg.
In een onderzoek (het 'EVC-traject') wordt de door werkervaring en opleidingen binnen en buiten het regulier onderwijs opgedane competenties afgezet tegen de officiële opleidingsstandaard. De deelnemers laten met bewijsstukken (zoals verslagen, filmpjes) zien wat ze kunnen. Ook kan er nog een werkplekbezoek plaatsvinden en een gesprek waarin de deelnemer nog meer vertelt. Veel deelnemers zijn vaak verrast over de positieve uitkomst van hun EVC-traject. Logisch, want wie van school komt heeft in principe nog nauwelijks praktijkervaring, terwijl deelnemers in een EVC-traject al vakvolwassen professionals zijn. Daarmee is het verzilveren van levens- en werkervaring in een erkend diploma eenvoudiger geworden.
Deelnemers zijn gemiddeld zo'n 40 tot 80 uur bezig met hun EVC-traject. De kosten variëren doorgaans tussen de 1.800 en 3.000 euro. 

## Nederland
Het begrip EVC is in de jaren negentig in Nederland geïntroduceerd als een manier om kennis en ervaring (competenties) in beeld te brengen, ongeacht of deze via een scholingstraject, werk- of levenservaring werden verworven. EVC beoogt deze competenties te certificeren en te erkennen om daarmee bijvoorbeeld de studieduur van een (vervolg)opleiding te verkorten.
Een kwaliteitsconvenant EVC werd in november 2006 ondertekend door het ministerie van Onderwijs, Cultuur en Wetenschap met de werkgevers- en werknemersorganisaties, onderwijskoepels en het CWI. Op 20 december 2023 heeft de Stichting van de Arbeid haar verbondenheid aan het EVC-stelsel verlengd.
Het Nationaal Kenniscentrum EVC houdt toezicht op het EVC-stelsel, en beheert onder meer het register van officiële ervaringscertificaten, vergelijkbaar met het diplomaregister van DUO.  
Organisaties bij wie deelnemers een EVC-trajecten kunnen volgen, heten EVC-aanbieders. Op de website ervaringscertificaat.nl staat een overzicht van alle EVC-aanbieders die EVC-trajecten aanbieden. Ook is hier het register van ervaringscertificaten opgenomen.
Om EVC-aanbieder te worden is een erkenningstraject nodig. Dit verloopt via een Beoordelende Organisatie zoals Testudo. Het erkenningstraject duurt gemiddeld twee tot vier maanden.
In juli 2025 hield de politie drie mensen aan op verdenking van grootschalige verkoop van vervalste ervaringscertificaten. De drie zouden naar schatting tussen de 800 en 1200 vervalste ervaringscertificaten hebben verkocht aan mensen zonder ervaring in de zorg. Voor elk certificaat kregen ze enkele duizenden euro's. Met de ervaringscertificaten zijn naar alle waarschijnlijkheid ten onrechte vrijstellingen verkregen voor grote delen van mbo-opleidingen in de zorg.

## Vlaanderen
In 2004 heeft de Vlaamse overheid een decreet uitgevaardigd dat de invoering van "ervaringsbewijzen" mogelijk maakte. Op de Vrouwendag 2006 zijn de eerste Ervaringsbewijzen uitgereikt aan callcentermedewerksters. In 2009 werd het duizendste ervaringsbewijs uitgereikt. Het systeem is vooral bedoeld voor laaggeschoolden, of voor knelpuntberoepen, waarvoor een aangepaste schoolopleiding onvoldoende aanwezig is. Een door de overheid erkend opleidingscentrum, zoals bijvoorbeeld bij de VDAB, kan een ervaringsbewijs afleveren, een officieel bewijs van bekwaamheid. Via een gesprek en een praktische proef kan de kandidaat aantonen dat die de vooraf omschreven vaardigheden wel degelijk onder de knie heeft. Voorbeelden zijn onder meer heftruckchauffeur, kraanmachinist, monitor/begeleider beschutte en sociale werkplaatsen.
Binnen de bachelor-masterstructuur kunnen EVC's (eerder verworven competenties) en EVK's (eerder verworven kwalificaties) mee in rekening gebracht worden om vrijstelling van opleidingsonderdelen (en dus studiepunten) te verkrijgen.